# آلن خاضعی
آلن خاضعی (انگلیسی: Alan Khazei) یک کارآفرینی اجتماعی آمریکایی ایرانی تبار است. او در مدرسه حقوق هاروارد تحصیل کرده است.